# Urasoe
Urasoe (浦添市 -shi) é uma cidade japonesa localizada na província de Okinawa.
Em 2007 a cidade tinha uma população estimada em 108 942 habitantes e uma densidade populacional de 5 469,05 h/km². Tem uma área total de 19,09 km².
Recebeu o estatuto de cidade a 1 de Julho de 1970.

## Cidades-irmãs
- Gamagori, Japão
- Quanzhou, China